# Theresa Russellová
Theresa Lynn Russellová (* 20. března 1957 San Diego) je americká herečka.
Narodila se jako Theresa Paupová, když jí bylo pět let, její rodiče se rozvedli a vyrůstala v chudobě. Od čtrnácti let byla modelkou. Absolvovala Lee Strasberg Theatre and Film Institute ve West Hollywoodu. Na počátku její kariéry stál producent Peter Douglas, v roce 1976 získala roli ve filmu Elii Kazana Poslední magnát. V kriminálním dramatu Na svobodě byl jejím partnerem Dustin Hoffman.
Jejím manželem byl režisér Nicolas Roeg a má s ním dva syny. Roeg ji obsadil do filmů Bad Timing, Cena moci a Bezvýznamnost, kde ztvárnila Marilyn Monroe.
Významný úspěch zaznamenala v titulní roli thrilleru Boba Rafelsona Černá vdova (1987). Hrála také ve filmech Impuls, Kafka, Děvka, Nebezpečné hry, Svatý boj a Zkažené mládí.